# Tessanda
Die Tessanda (rätoromanisch für «Weberei») ist eine Handweberei in Santa Maria Val Müstair. Sie besteht seit 1928 und ist einer der wichtigsten Ausbildungsbetriebe im strukturschwachen Tal Val Müstair.

## Geschichte

Tessanda in Sta. Maria, 2019

1928 hatten die Münstertalerinnen wenig Aussichten auf ein eigenes Einkommen. Sie waren meist Mägde oder Bäuerinnen in der kargen, abgelegenen Bergregion und führten ein anstrengendes Leben. Mit einem mutigen Schritt gründen die Ramoscher Weblehrerin Floriana Andry und die Handarbeitslehrerin Fida Lori mit der Unterstützung des Dorfpfarrers Rudolf Filli die Handweberei Tessanda in Sta. Maria, um den Münstertalerinnen eine achtbare Arbeitsstelle und die rare Möglichkeit einer anerkannten Fachausbildung als Handweberinnen zu bieten.
Die Gründung der Tessanda erfolgt unter dem Patronat des seit 1910 existierenden gemeinnützigen Vereins «Società ütil public Val Müstair», der sich zur Aufgabe gemacht hat, Bedürftigen zu helfen und die Gemeinschaft und Bildung zu stärken. Parallel zum Aufbau der Tessanda gründete die «ütil public» auch die Berufsschule Sta. Maria, welche heute noch aktiv ist und wo noch immer drei Mal jährlich die zweiwöchigen Blockkurse der angehenden Weberinnen aus der ganzen Schweiz stattfinden. Die Berufsschule in Sta. Maria ist ihres Zeichens die kleinste der Schweiz.
Nach erfolgreichen Jahrzehnten bekommt die Tessanda nach dem Zweiten Weltkrieg starke Konkurrenz von den industriell hergestellten Textilien, wie zahlreiche andere Handwebereien in der Schweiz und in Europa. Der Absatz beginnt zu stagnieren, viele Handwebereien müssen ihren Betrieb schliessen. Nur eine geringe Anzahl hat überlebt, so auch die Tessanda.
1955 wird die Tessanda in eine eigenständige Stiftung nach Schweizer Recht überführt, die Stiftungsratsmitglieder arbeiten ehrenamtlich.
Am 5. Juli 1959, 60 Jahre nach der Gründung, kann die zuvor erworbene und umgebaute, eigene Liegenschaft an der Hauptstrasse in Sta. Maria mit einem grossen Fest bezogen werden. Sie ist bis dato die alleinige Produktions- und Verkaufsstätte der Tessanda.
Nach der Jahrtausendwende gewinnt das traditionelle Kunsthandwerk in den Industrieländern wieder generell an Beachtung und Wertschätzung. Die Suche nach Produkten, die für Qualität, Nachhaltigkeit, Tradition und Sinnhaftigkeit stehen, haben zugenommen, was auch der Tessanda zugutekommt.
2017, nach internen Unstimmigkeiten und finanziellen Problemen hat der in der Folge neu gewählte Stiftungsrat die Tessanda komplett neu ausgerichtet. Einkauf, Arbeitsprozesse, Marketing, Sortimentsgestaltung und Verkauf werden professionalisiert. Der Erfolg stellt sich ein, die Tessanda schreibt nach vielen Jahren wieder schwarze Zahlen und kann die Mitarbeiterzahl dank der grossen Nachfrage erhöhen.
Am 7. Juli 2018 wird das 90-Jahre-Jubiläum der Tessanda mit Ehrengast Bundesrat Ignazio Cassis gebührend gefeiert. Zahlreiche Gäste sind aus nah und fern angereist.
2021 initiiert die Tessanda das Projekt «Wiederanbau von Flachs in der Val Müstair». Gemeinsam mit dem Naturpark Biosfera Val Müstairwird der lokale Flachsanbau, der in den 1960er Jahren wegen der aufwändigen Weiterverarbeitung der Flachspflanzen gestoppt wurde, gefördert. Ziel ist, die ganze Wertschöpfungskette vom Anbau, der Herstellung von Leinengarn, dem Handweben bis zum Verkauf der Produkte im Tal anzubieten. Traditionellerweise haben sich in früheren Zeiten die Männer und Frauen jeweils im Herbst an einer «Flachs-Brächete» zusammengefunden, um an diesem Tag gemeinsam die Flachsstängel zu verarbeiten, es war auch immer ein geselliger Anlass. Im 2023 hat erstmals nach Jahrzehnten wieder eine «Flachs-Brächete» sind Sta. Maria bei der Tessanda stattgefunden. Hunderte Besucherinnen und Besucher haben sich interessiert und gestaunt, wie aufwändig die Flachsverarbeitung ist.
Im 2022 erhält die Tessanda ein besonderes Geschenk von Margarit Jacobs und der Familienstiftung Datio: Ein eigens für die Tessanda komponiertes Musikstück. Die international bekannte und renommierte Basler Komponistin Helena Winkelman hat während Besuchen in der Tessanda den Rhythmus der klappernden Webstühle in Musik umgesetzt. Das Stück «Minimal Minima» ist im Rahmen des Konzerts «In die Zeit gewoben» vom Ensemble «Kugelförmigkeit» mit ihren 15 Musikerinnen und Musikern und unter Leitung von Francesca Gaza im Juli 2022 uraufgeführt worden. Radio SRF2 Kultur hat das Konzert aufgezeichnet. Es wird von diversen Radiostationen der Schweizer SRG ausgestrahlt und im SRG-Archiv zur Verfügung gestellt.
Im 2024 gibt der Stiftungsrat das Vorhaben bekannt, einen Tessanda-Neubau mit dem renommierten Architekten Peter Zumthor realisieren zu wollen. Die bestehende Liegenschaft ist zu klein geworden und entspricht nicht mehr den baulichen und sicherheitstechnischen Anforderungen. Mit einem Zumthor-Bau versprechen sich Stiftungsrat und Geschäftsleitung – nebst internen Effizienzsteigerungen und einem Angebotsausbau – eine erhöhte Sichtbarkeit und ein grösseres Kundenaufkommen sowie Zugang zu neuen Kundensegmenten. Die Finanzierung kann nicht alleine bewältigt werden, die Tessanda ist auf Unterstützung seitens Dritten angewiesen. Der Neubau soll zum 100-jährigen Jubiläum der Tessanda im 2028 eingeweiht werden.

## Produktion, Sortiment und Vertrieb

Auf teilweise über 100-jährigen traditionellen Webstühlen werden Stoffe aus ausschliesslich 100 % natürlichen Garnen wie anno dazumal von Hand gewoben. Im eigenen Nähatelier entstehen daraus erstklassige, stilvolle Produkte für Küche, Tisch, Bad, Wohnen sowie Accessoires. Der Vertrieb erfolgt im eigenen Ladengeschäft und dem Tessanda-Webshop. Nebst dem Standardsortiment werden auch individuelle Kundenwünsche für Privatpersonen und Unternehmen erfüllt.
Die Tessanda bietet mehrtägige Kurse für textile Handwerke wie Handweben auf Webrahmen, Filetsticken etc. an. Die Handweberei kann auf Voranmeldung besichtig werden.

## Organisation
Die ersten 75 Jahre der Tessanda waren geprägt von nur gerade drei Leiterinnen. Sie führten die Handweberei mit ihrem Geschick während vielen Berufsjahren.
- Fida Lori (1897–1952): Gründungsleiterin von 1928 bis 1952 (24 Jahre), aus Davos.
- Ida Rothenberger-Pfenninger (1913–?): Leiterin von 1952 bis 1967 (15 Jahre), aus dem Unterengadin.
- Reingard Neunhoeffer (* 1940): Leiterin von 1967 bis 2003 (36 Jahre), aus Deutschland.

Nach konstanten Führungsjahren folgten kurze Einsätze: Anna Knill Solinger (2006), Tabea Tscharland (2007), Petra Haldimann (2008–2013) und Marjoleine Pitsch (2017). In den Perioden ohne operative Leiterin waren die Weberinnen Christiane Topp und Alexandra Salvett für die Produktion verantwortlich.
Seit 2019 amtet Maya Repele als Geschäftsleiterin. Seit 2017 ist sie Mitglied des Tessanda-Stiftungsrats, seit 2018 deren Präsidentin. Sie hat einen MBA Master in Business Administration absolviert.

## Das Handweben im Kanton Graubünden und seine Renaissance im 1926
Viele Jahrhunderte lang wird im Schweizer Bergkanton auf Webstühlen meist in Privathaushalten gewoben. 1917 stellt die Leiterin der Frauenschule Chur, Christine Zulauf, jedoch fest, dass in einigen Arbeitsschulen weder selbstgesponnene Wolle noch selbstgewebte Stoffe verarbeitet werden. 1925 wendet sich Christine Zulauf mit ihrer Idee, den jungen Frauen wieder das Spinnen und Weben beizubringen, an Ernst Laur sen., Leiter des Schweizerischen Bauernsekretariats. Dieser vermittelt der Frauenschule einen modernen Webstuhl und lässt eine erfahrene Weblehrerin aus Flensburg (D) kommen, die in Chur 1926 den ersten schweizerischen Webkurs abhält.
Die Teilnehmerinnen dieses Kurses veranstalten dann ihrerseits Webkurse in den Tälern Graubündens. Viele alte Webstühle, die jahrelang auf Dachböden gestanden sind, sind in Stand gesetzt und wieder in Gebrauch genommen worden. Die von der Frauenschule organisierten Webkurse stossen auf grosses Interesse. In einigen Tälern gründen die Weberinnen kleine Webstuben und weben für den Verkauf. Diese Webstuben eröffnen den Frauen gänzlich neue Möglichkeiten. Das ursprünglich zur Selbstversorgung gedachte Handweben führt für viele Frauen zu einer (einzigen) Verdienstmöglichkeit. Ein wichtiger Schub geht von der SAFFA 1928 (Schweizerische Ausstellung für Frauenarbeit) aus, die die ausreichende Nachfrage nach handgewebten Stoffen bestätigt.
1930 wird unter dem Protektorat des Erziehungsdepartements und des Stiftungsrats der Frauenschule eine Webkommission eingerichtet, die sich um die Förderung des Handwebens in Graubünden bemüht. Im gleichen Jahr tritt eine Genossenschaft zusammen, die den Verkauf der gewebten Stoffe und die Vermittlung geeignetes Webmaterials übernimmt. Diese «Zentralstelle für Heimarbeit» unter der Leiterin und Absolventin des ersten schweizerischen Webkurses von 1926, Irma Roffler, eröffnet in Chur eine Verkaufsstelle. Die wirtschaftliche Bedeutung der Handweberei wächst. 1936/37 sind drei Webstuben, 29 Einzelweberinnen, zwei Spinngruppen und sechs Einzelspinnerinnen bei der «Zentralstelle für Heimarbeit» (ab 1939 «Bündner Heimatwerk») beschäftigt.
Die Weberin Paula Jörger schreibt: «Wie ist da der Verdienst einer Tochter hochwillkommen, den sie zur Winterszeit durch ihre Arbeit am Webstuhl erwirbt! Viele der jungen Töchter arbeiten sogar das ganze Jahr für die Zentralstelle und brauchen die Heimat nicht mehr zu verlassen, um in der Fremde ihr Brot zu verdienen. Sie bleiben der Familie erhalten, welcher sie nebenbei noch manche wertvolle Hilfe leisten können. Gross ist auch die Freude und Genugtuung vieler älterer Frauen – ein achtzigjähriges Mütterlein ist unter ihnen –, die ihre alten, vergessenen und vertaubten Spinnräder wieder hervorholen können, wie einst mit fleissiger Hand am schnurrenden Rädchen den Faden drehen und dafür auch von den runden blanken Talern ausbezahlt bekommen, die im Hause rar sind. Auch einigen arbeitsunfähigen Männern verschafft die Heimarbeit einen Verdienst, den sie sonst ganz entbehren müssten.» Mit dem Handweben und in der Vermittlung von Heimarbeit wird somit auch eine Möglichkeit geschaffen, die Abwanderung der Bauerntöchter in die Städte zu verhindern.
Irma Roffler bleibt bis 1968, also über 38 Jahre lang, die Leiterin der Zentralstelle für Heimarbeit, respektive des Bündner Heimatwerks. Die Gründung der Handweberei Tessanda von 1928 geht auf ihre Initiative zurück, das jahrhundertelang ausgeübte, aber in Vergessenheit geratene Handwerk des Handwebens wieder in Kursen erlernen zu können.
Quelle: Der Bündner Kreuzstich als Zeichen. Julia Schmidt-Casdorff

## Der Tessanda-Gönnerinnen- und Gönnerverein
Der damalige Tessanda-Stiftungsrat Peter P. Spinnler initiiert 1992 die Gründung des Gönnerinnen- und Gönnerverein Vereins. Der Verein ist rechtlich eigenständig und unabhängig von der Handweberei Tessanda, unterstützt aber gemäss Statuten die Aktivitäten der Tessanda.
Die knapp 300 Vereinsmitglieder (2025) haben Freude an der Handweberei Tessanda und am alten Kunsthandwerk des Handwebens. Durch ihre Jahresbeiträge und Spenden unterstützen sie die Tessanda bei der Realisation zahlreicher Projekte und Investitionen. Die Schulung der Auszubildenden und die Weiterbildung der Mitarbeiterinnen ist ihnen ein besonderes Anliegen. Der Verein trägt dazu bei, dass im abgelegenen Bergtal interessante Arbeitsplätze für Frauen in der Handwebereit Tessanda erhalten bleiben und entstehen.
Der Vereinsvorstand organisiert für die Vereinsmitglieder mehrmals jährlich gemeinsame Besuche von Kunstausstellungen und Kulturanlässen rund um Textilien oder dem textilen Handwerk. Die Vereinsmitglieder erhalten von der Tessanda regelmässig Spezialangebote offeriert, bei denen sie exklusive, eigens für den Verein designte Produkte erwerben können.

## Der Beruf des Handwebens – eine Rarität
Handweben ist einer der ältesten Berufe der Menschheit. Heute wird das Handweben in den Industrieländern aber nur noch von wenigen Fachleuten beherrscht. In der ganzen Schweiz beginnen jährlich nur gerade eine bis drei Jugendliche die 3-jährige Lehre als Gewebegestalterin oder Gewebegestalter EFZ. Das Handweben zählt zu den Kleinberufen wie die Geigenbauer, Schindelmacherinnen oder Küfer.
Mit der Berufslehre als Gewebegestalterin eignen sich die Lernenden ein fundiertes Wissen über Garne, Textilien und das Handwerk des Handwebens an. Die handwerkliche Berufslehre verlangt Kreativität und Vorstellungsvermögen, sie lehrt genaues Arbeiten und die Übernahme von Verantwortung für alle Arbeitsschritte.
Koordinaten: 46° 36′ 10,5″ N, 10° 25′ 31,9″ O; CH1903: 828799 / 165651